# Хакаський національний рух

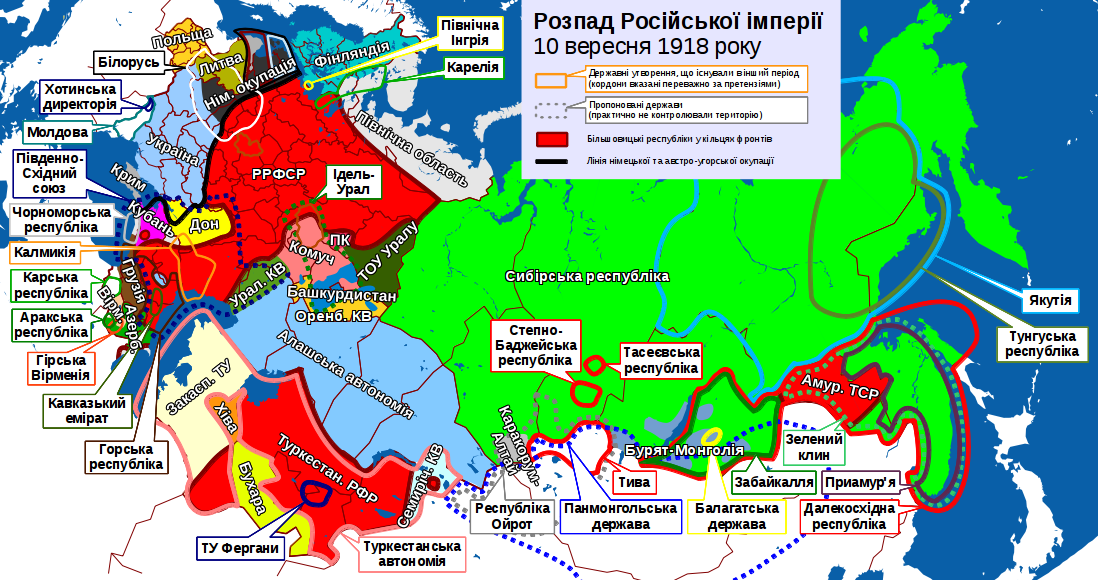
Розпад Російської імперії у вересні 1918

Хакаський національний рух (рос. Хакасское национальное движение) — суспільно-політичний рух хакаського народу за національну автономію у складі Росії.

## Хакаський національний рух під час революції 1905-1907 в Російській імперії
Перший етап хакаського національного руху збігся з роками революції 1905-1907 в Російській імперії. В жовтні 1905 відбулась зустріч представників хакаських родів, де було досягнуто домовленості про створення чужорідного союзу. На початку союз нараховував 50 чоловік. У виданій ним листівці "Громадянська повноправність мінусінських інородців" висувалась вимога надання автономії. 1 листопада 1905 в Аскизі відбувся чужорідний з'їзд, на якому був присутній голова Аскизької думи, родові старости, довірені від 12 родів і делегація Усть-Абаканської управи. Головував на з'їзді відомий обласник І.П. Кузнецов-Красноярський, активну участь в роботі прийняв завідувач Мінусінського музею А.А. Ярилов, автор книги "Минуле і сьогоднішнє сибірських інородців". Місцеву знать представляли баї Орєшков, Киштимов, брати Чаркови, Чудогашеві й інші.
З'їзд розглянув і взяв за основу проєкт статуту, розробленого бурятами, який передбачав встановлення зв'язку між корінними народами Сибіру, виявлення їх потреб, захист інтересів, в тому числі не лише економічних, а й політичних, обрання хоча б 1 депутата в Державну думу від всіх "інородців". На з'їзді обговорювалось питання про самоназву автономії, територіальну цілісність, надання права участі у виборах в Державну думу. На з'їзді стояло питання про ліквідацію селянських начальників, організацію медичної допомоги, відкриття шкіл на рідній мові.

## Хакаський національний рух в умовах громадянської війни в Росії
Другий етап хакаського національного руху пов'язаний з революціями 1917. Під впливом Лютневої революції 13 березня в Аскизі на зібранні представників кредитних товариств С.Д. Майнагашев запропонував скликати з'їзд хакаського народу, на якому були б розглянуті найважливіші питання життя хакасів. Перший з'їзд хакаського народу відбувся 6-7 квітня в Аскизі. На нього прибуло 50 делегатів, в тому числі представники Ачинського повіту. Головуючим на з'їзді був обраний Сатик Окунєв. Серед багатьох питань, які піднімались на з'їзді, головним було питання землі. Було обрано делегацію з 4 осіб (С.Д. Майнагашев, І.В. Барашков, С. Окунєв и І.І. Аланов) для поїздки до бурятів, якутів, калмиків і киргизів з дорученням передати їм наказ про потреби хакасів, щоб вони могли захищати їх інтереси, якщо їм вдасться послати свого депутата в Установчі збори. Другий з'їзд хакаського народу відбувся 20 липня 1917 в Чарковському аалі та тривав 10 днів. У ньому брали участь 75 чоловік, представники всіх чужорідних волостей Мінусінського й Ачинського повітів. В повістку дня з'їзду також входило багато питань, що стосуються життя хакасів. Особливо довго обговорювалось питання про самоуправління. Надходили різноманітні пропозиції — від об'єднання з урянхайцями й алтайцями до утворення самостійної губернії чи хоча б повіту. На з'їзді було обрано постійний Національний комітет на з 18 осіб на чолі з С.Д. Майнагашевим. На початку лютого 1918 відбувся третій з'їзд хакаського народу. Як головне на ньому стояло питання про організацію волосних і сільських рад. 14 березня 1918 в Аскизі проходив четвертий з'їзд, на якому обговорювалось питання про самоуправління — проголошення автономії та заснування степової думи. П'ятий з'їзд хакаського народу відбувся в середині травня 1918 в Чарковському аалі. На з'їзді були прийняті "Положення про Хакаське степове самоуправління" і "Положення про суд хакасів". Створено Хакаську степову раду від всього хакаського населення. Заснована на попередньому з'їзді степова дума скасовувалась. Шостий з'їзд проходив з 23 по 25 липня 1918 в аалі Сінявіно. Він відновив раніше розпущену степову думу й обрав її виконавчий орган — степову управу. Головуючим думи був обраний С.Д. Майнагашев, заступником головуючого — І.В. Барашков, членами — Ф.І. Окунєв, П.Е. Саражаков і Н.М. Орєшков. З метою обговорення питання про мобілізацію в Добровольчу армію 2-3 серпня 1918 був скликаний сьомий з'їзд хакаського народу. 30 вересня в Аскизі відбувся восьмий з'їзд на якому знову говорилось про примусову мобілізцію в Добровольчу армію. В цей період вирішувалось питання про утворення самостійного хакаського земства. З 1 січня 1919 землі, де компактно проживали хакаси, виділялись із Мінусінського повіту і передавались в Хакаський повіт. Спеціальна комісія повинна була визначити кордони повіту. Формально з 1 січня 1919 Хакасія вважалась самостійним повітовим земством, фактично ж таким не стала. Губернська комісія її адміністративних кордонів не визначила. В березні 1919 управляючий Єнісейською губернією П.С. Троїцький направив лист-директиву мінусінській владі, в якому приписувалось Хакаській степовій думі саморозпуститись. С.Д. Майнагашев в березні 1920 був заарештований і розстріляний.

## Хакаський національний рух після перебудови
Хакаський національний рух знову активізувався в умовах перебудови та демократизації в кінці 1980-х. Першим національним об'єднанням була асоціація хакаського народу "Тун" (червень 1988). Членом асоціації міг бути представник будь-якої національності, що досягнув 18 років, визнає її статут і програму. Основними цілями "Тун" "стали захист політичних, соціальних, культурних прав, свобод і інтересів хакаського народу, збереження історичного середовища його проживання". Головою "Тун" було обрано журналіста А.А. Костякова. Чисельність асоціації в 1991 складала близько 600 чоловік. До кінця 1990-х "Тун" припинила свою діяльність.
На початку 1990-х виникла ідея проведення з'їздів, на яких повинні були підніматись життєво важливі для хакаського народу проблеми. Перший з'їзд проходив 10-11 серпня 1990. На ньому обговорювались питання:
- про сучасні проблеми хакаського народу і шляхи їх вирішення;
- про статус Хакасії;
- про створення Асоціації хакаського народу;
- вибори делегатів на з'їзд корінних народів Південного Сибіру.

З'їзд прийняв резолюцію "Про перетворення Хакаської автономної області в Хакаську АСРР", на основі цього документу обласна рада народних депутатів ухвалила рішення про статус Хакасії. 3 липня 1991 Указом Президента РФ Хакаська АО була перетворена на Хакаську АСРР і виведена зі складу Красноярського краю. 16 травня 1992 Хакасія стала повноправним суб'єктом Російської Федерації — Республікою Хакасія.
Всього проведено 11 з'їздів хакаського народу (1991-2006). Повноваження скликання з'їздів має Рада старійшин родів хакаського народу. Головою Ради старійшин обраний В.М. Торосов, депутат Верховної Ради Республіки Хакасія.
У 28 серпня 2000 постановою прокурора Красноярського краю було реабілітовано Степана Дмитровича Майнагашева, — етнографа, суспільно-політичного діяча, засновника хакаської писемності і автономії.